# Bolesław Hryniewiecki
Bolesław Leon Hryniewiecki (né le 20 février 1875 à Międzyrzec Podlaski (Pologne), mort le 13 février 1963 à Brwinów) est un savant polonais, botaniste, historien de la botanique et pédagogue. Il est le père de l'architecte Jerzy Hryniewiecki (de).

## Biographie
En 1892, il achève sa scolarité au lycée russe de garçons de Lublin et entreprend des études en sciences naturelles à l'université impériale de Varsovie. En 1894, il participe à la manifestation en l'honneur de Jan Kiliński, ce qui lui vaut d'être renvoyé de l'université, emprisonné et déporté au fin fond de la Russie.
En 1900, il achève ses études de mathématiques et de sciences naturelles à Dorpat. De 1914 à 1919, il exerce comme professeur de botanique à Odessa où il est aussi le directeur du jardin botanique. Il effectue une série de voyages de recherche scientifique vers l'Oural, le Caucase et en Arménie.
En 1919, il revient à Varsovie en tant que professeur de systématique végétale et de géographie de la flore à l'université de Varsovie tout en étant directeur du jardin botanique . À partir de 1922, il  est membre de l'Académie savante polonaise. Il est recteur de l'université de Varsovie en 1926 et 1927.
Fondateur de la Société Polonaise de Botanique, il en restera membre honoraire pendant de nombreuses années, ainsi que de la Ligue de Protection de la Nature. Il était rédacteur des revues Archives des sciences biologiques et Planta Polonica, et depuis 1951 membre de l'Académie polonaise des sciences.

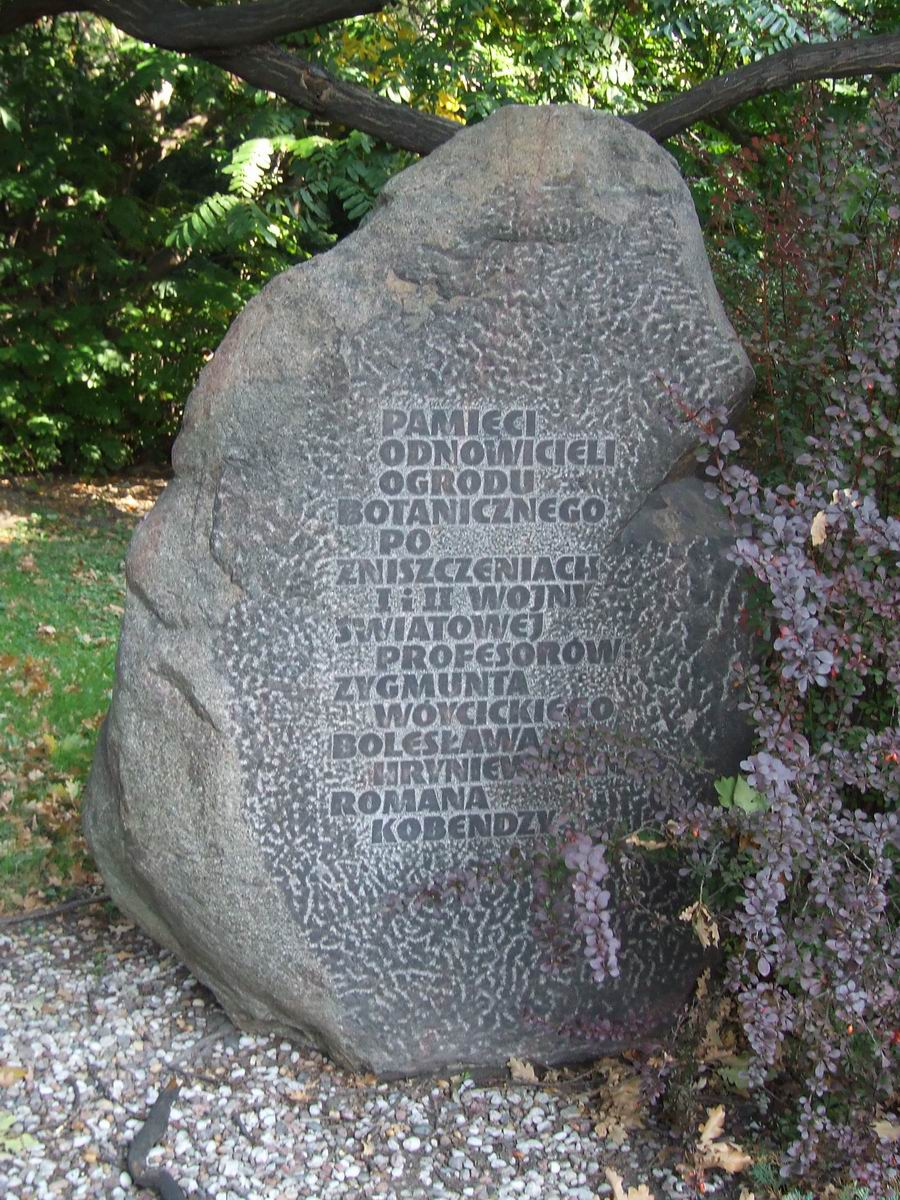
Obélisque dans le jardin botanique de l'Université de Varsovie en commémoration du travail de Bolesław Hryniewiecki'

Il est reconnu comme un pédagogue éminent qui s'intéressait tant aux questions touchant à la botanique qu'à l'humanisme. L'un des pionniers et remarquables militants de la défense de la nature en Pologne, Bolesław Hryniewiecki a également contribué à la création des Parcs nationaux des Tatras et de Świętokrzyskie (Sainte-Croix).

## Œuvres
- Zielnik i muzeum botaniczne, Wskazówki praktyczne: jak zbierać, preparować, konserwować, oznaczać rośliny i układać zbiory botaniczne (Herbier et musée botanique, indications pratiques : comment cueillir, préparer, conserver, nommer les plantes et classifier des collections botaniques ?), 1922.
- Précis de l'histoire de la botanique en Pologne, 1933  (en français)
- Zarys flory Litwy (Précis de la flore de Lituanie), 1933
- Zarys dziejów botaniki (Précis d'histoire de la botanique), 1949.
- Owoce i nasiona (Fruits et graines), 1952.
- Adam Mickiewicz a flora Litwy - rozprawa popularnonaukowa (Adam Mickiewicz et la flore de Lituanie – exposé de vulgarisation scientifique).

Il est également l'auteur de bien d'autres travaux de systématique et de géographie floristique, de protection de la nature, d'histoire de la botanique, d'anatomie et de physiologie des plantes ainsi que des articles de vulgarisation scientifique.